# Bacnotan
Bacnotan  (Bayan ng  Bacnotan), antaño conocido como Bagnotan, es un municipio filipino de primera categoría, situado en la isla de Luzón y perteneciente a  la provincia de La Unión en la Región Administrativa de Ilocos, también denominada Región I.

## Barangays
Aringay se divide, a los efectos administrativos, en 47  barangayes o barrios, conforme a la siguiente relación:
- Agtipal -      514
- Arosip -       453
- Bacqui -       468
- Bacsil -       719
- Bagutot -      210
- Ballogo -      920
- Baroro -     2,489
- Bitalag -    1,562
- Bulala -     1,219
- Burayoc -      395
- Bussaoit -     634
- Cabaroan -   1,751
- Cabarsican - 1,103
- Cabugao -      477
- Calautit -     690
- Carcarmay -    543
- Casiaman -     867
- Galongen -     982
- Guinabang -    872
- Legleg -       537
- Lisqueb -      854
- Mabanengbeng I - 323
- Mabanengbeng II - 339
- Maragayap -    537
- Nangalisan -   741
- Nagatiran -    645
- Nagsaraboan- 1,100
- Nagsimbaanan - 661
- Narra -      1,203
- Ortega -       873
- Oya-oy -      503
- Paagan -       571
- Pangdan -    1,142
- Pang-pang -   231
- Población - 3,466
- Quirino -     986 (Dumarang)
- Raois -       925
- Salincob -    544
- San Martín -  798
- Santa Cruz- 1,212
- Santa Rita -  608
- Sapilang -    878
- Sayoan -      418
- Sipulo -      934
- Tammocalao- 1,263
- Ubbog -       596
- Zaragoza -    551
- TOTAL -    40,307